# Sedemstrana prizma
| Sedemstrana prizma       | Sedemstrana prizma                                  |
| ------------------------ | --------------------------------------------------- |
|                          |                                                     |
| vrsta                    | prizmatični uniformni polieder                      |
| elementi                 | F = 9, E = 21, V = 14, ({\displaystyle \chi \,}= 2) |
| stranske ploskve         | 2 sedemkotnika 7 kvadratov                          |
| Schläflijev simbol       | t{2,3} ali {3}x{}                                   |
| Wythoffov simbol         | 2                                                   |
| Coxeter-Dinkinov diagram |                                                     |
| simetrija                | D7h]], [7,2], (*722) reda 28                        |
| vrtilna grupa            | D7, [7,2]+, (722) reda 14                           |
| sklici                   | U76(a)                                              |
| dual                     | sedemkotna dipiramida                               |
| (Slika oglišč)           |                                                     |

Sedemstrana prizma je peta od neskončne množice konveksnih prizem. Sestavljajo jo kvadratne stranske ploskve in dva pravilna mnogokotnika, ki imata obliko sedemkotnika. 